# رومونیا
رومونیا (به مجاری:  Romonya) یک شهرداری در مجارستان است که در ناحیه پچ واقع شده‌است. رومونیا ۷٫۰۷ کیلومتر مربع مساحت و ۴۲۷ نفر جمعیت دارد.